# Bryanston Pictures
A Bryanston Company é uma empresa americana de distribuição de filmes que esteve muito ativa durante o início dos anos 70; contudo, posteriormente, manteve-se inativa por quase trinta anos. Foi responsável pelo lançamento de filmes como The Texas Chain Saw Massacre, Dark Star (ambos de 1974) e The Devil's Rain (1975).